# Ernst Kaltenbrunner

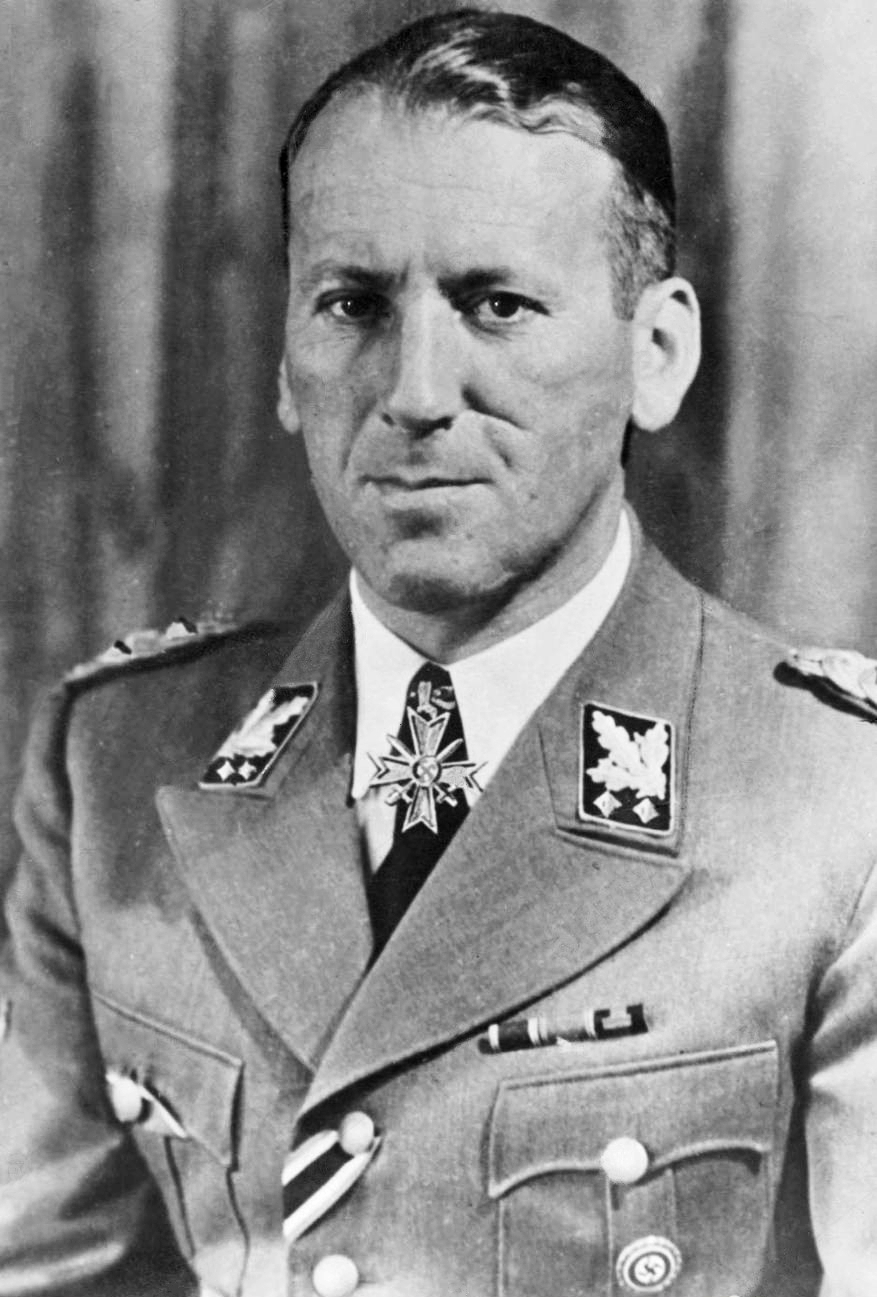
Ernst Kaltenbrunner als SS-Obergruppenführer (1943).

Ernst Karl Kaltenbrunner (* 4. Oktober 1903 in Ried im Innkreis; † 16. Oktober 1946 in Nürnberg) war ein österreichischer Jurist, Nationalsozialist, zuerst in Österreich und später im nationalsozialistischen Deutschen Reich ein hochrangiger SS-Funktionär und von 1943 bis Kriegsende Chef der Sicherheitspolizei und des SD sowie Leiter des Reichssicherheitshauptamtes (RSHA).
Kaltenbrunner gehörte zu den 24 im Nürnberger Prozess gegen die Hauptkriegsverbrecher vor dem Internationalen Militärgerichtshof angeklagten Personen, wurde am 1. Oktober 1946 in zwei von drei Anklagepunkten schuldig gesprochen, zum Tod durch den Strang verurteilt und am 16. Oktober 1946 hingerichtet.

## Leben

### Jugend und Ausbildung
Ernst Kaltenbrunner wurde am 4. Oktober 1903 als Sohn des damaligen Advokaturskandidaten (Rechtsanwaltsanwärter) und späteren Rechtsanwalts Hugo Kaltenbrunner (* 22. August 1875) und dessen Ehefrau Theresia (geborene Udvardy; * 7. November 1875) in Ried im Innkreis geboren und am 30. Oktober 1903 auf den Namen Ernst Karl getauft. Seine Eltern hatten am 23. August 1902 geheiratet. Bereits sein Großvater väterlicherseits, Karl Kaltenbrunner, war Rechtsanwalt. Die Familie war dem deutschnationalen Milieu zugehörig. Kaltenbrunner verbrachte seine Volksschul- und Jugendzeit in der oberösterreichischen Marktgemeinde Raab und nach dem Wechsel auf das Bundesrealgymnasium Fadingerstraße in Linz. Dort lernte er den späteren SS-Obersturmbannführer Adolf Eichmann kennen und legte 1921 die Matura ab. Adolf Hitler hatte von 1900 bis 1904 dieselbe Schule besucht. Anschließend begann Kaltenbrunner an der Technischen Hochschule Graz ein Chemiestudium, wechselte jedoch bald zu den Rechtswissenschaften und wurde 1926 zum Dr. iur. promoviert. Während seiner Studienzeit wurde er 1921 Mitglied der schlagenden Grazer akademischen Burschenschaft Arminia, der bereits sein Vater angehörte und deren Alter Herr auch er bis zu seinem Tode blieb. Von seinen Mensuren trug Kaltenbrunner Schmisse in seinem Gesicht davon.

### Laufbahn im Nationalsozialismus
Im Anschluss an sein Studium absolvierte er das Rechtsreferendariat und war bis Sommer 1929 Angestellter einer renommierten Anwaltskanzlei in Linz. Kaltenbrunner gliederte sich aber nicht in ein bürgerliches Leben ein, sondern wirkte in paramilitärischen Gruppen wie dem österreichischen Heimatschutz mit. Ab Sommer 1929 war er für den Heimatschutz hauptberuflich tätig. Dafür gab er eine sichere Beschäftigung in der Rechtsanwaltskanzlei auf. Da diese jedoch Kaltenbrunners politisches Hauptziel, den Anschluss Österreichs an das Deutsche Reich, nicht nachdrücklich genug betrieben, wechselte er zum 18. Oktober 1930 zur NSDAP (Mitgliedsnummer 300.179) und trat am 31. August 1931 der SS (SS-Nummer 13.039) bei. Ab 1932 war er in der Anwaltskanzlei seines Vaters tätig. Er wurde Rechtsberater beim SS-Abschnitt VIII (Linz) und machte sich als Verteidiger inhaftierter Parteimitglieder einen Namen. Auch fungierte er im Ständestaat als Nachrichtenmann Heinrich Himmlers. Kaltenbrunner versorgte den Reichsführer SS mit Informationen zur politischen Situation in Österreich.
Am 14. Januar 1934 heiratete er Elisabeth Eder (* 20. Oktober 1908 in Linz; † 20. Mai 2002 ebenda), die auch NSDAP-Mitglied war. Aus der Ehe gingen die Kinder Hansjörg (1935–2007), Gertrud (* 1937) und Barbara (* 1944) hervor. Mit seiner langjährigen Geliebten Gisela Margarete Wilhelmine Wolf (* 27. Juni 1920 in Wittenberg als Gräfin von Westarp; † 2. Juni 1983 in München) hatte er zwei weitere Kinder, die am 12. März 1945 geborenen Zwillinge Ursula und Wolfgang.
Nach dem im Juni 1933 in Österreich erlassenen NSDAP-Verbot war Kaltenbrunner weiter illegal für die Partei tätig. Nach dem gescheiterten Juliputsch im Jahr 1934 war er für einige Monate im Anhaltelager Kaisersteinbruch inhaftiert und wurde danach wegen Hochverrats zu zehn Monaten Kerker verurteilt. Nach der Entlassung wurde er Sekretär von Anton Reinthaller. Kaltenbrunner wurde 1935 Führer des im Geheimen fortbestehenden SS-Abschnitts VIII (Linz).
Im Fahrwasser des österreichischen NS-Funktionärs Arthur Seyß-Inquart gelang ihm der rasche Aufstieg in die Führungsriege des österreichischen Parteiflügels. Seyß-Inquart propagierte eine Politik der stillen Auflösung des Staates. Dies stand im krassen Gegensatz zu den brutalen Frontalmethoden der übrigen NS-Spitze in Österreich, die in Hitlers Augen dem Ansehen der Partei im Ausland schadeten. Im Zuge des Anschlusses wurde Kaltenbrunner im März 1938 zum „Staatssekretär für das Sicherheitswesen im Lande Österreich“ sowie Führer des SS-Oberabschnitts Donau (anfangs in Linz, später in Wien) ernannt. Zugleich wurde er Mitglied des deutschen Reichstags.

„Als Führer der SS in Österreich war Kaltenbrunner an der Nazi-Intrige gegen die Schuschnigg-Regierung beteiligt. In der Nacht des 11. März 1938, nachdem Göring den österreichischen Nationalsozialisten befohlen hatte, die Kontrolle der Österreichischen Regierung an sich zu reißen, umstellten 500 österreichische SS-Männer unter Leitung Kaltenbrunners das Bundeskanzleramt, und eine Sondereinheit, die unter dem Befehl seines Adjutanten stand, drang in das Bundeskanzleramt vor, während Seyß-Inquart mit dem Präsidenten Miklas verhandelte“

Am 11. September 1938 machte ihn Heinrich Himmler zum Höheren SS- und Polizeiführer Donau, gleichfalls in Wien, und unterstellte ihm damit die gesamte SS und Polizei in den eingegliederten österreichischen Gebieten. Hier fühlte sich Kaltenbrunner, trotz seines Ranges als SS-Gruppenführer, kaltgestellt, da er sich in seinen Kompetenzen oft von der missgünstigen Führungsriege der SS um Obergruppenführer Reinhard Heydrich übergangen fühlte. Am 20. Juni 1940 wurde Kaltenbrunner Nachfolger des verstorbenen SS-Oberführers Otto Steinhäusl als Polizeipräsident von Wien. Die eigentliche Arbeit leistete jedoch sein Stellvertreter Leo Gotzmann, der ihm am 6. Januar 1941 auch offiziell im Amt nachfolgte.

### Chef des Reichssicherheitshauptamtes

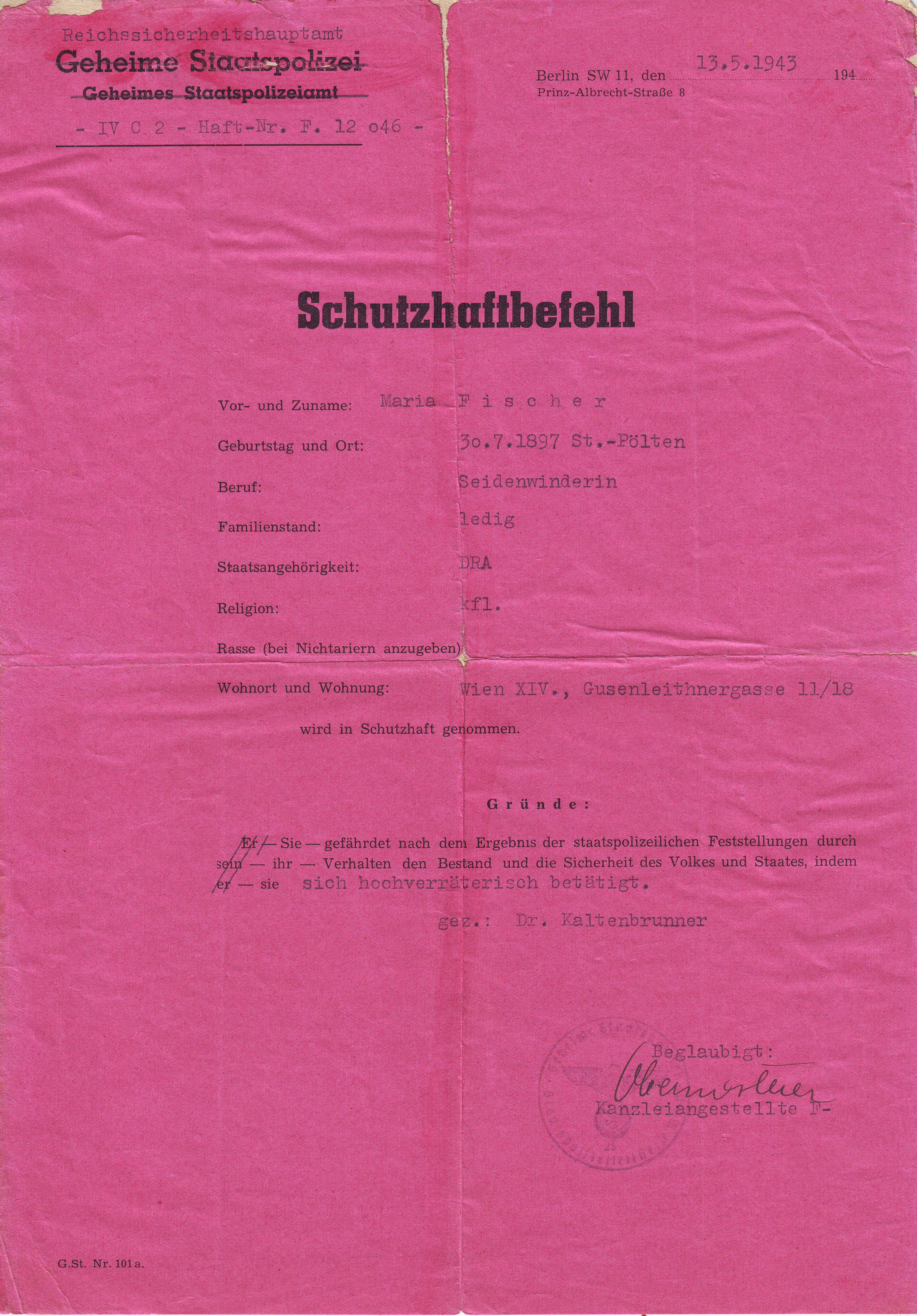
Schutzhaftbefehl des Reichssicherheitshauptamtes gegen Maria Fischer, 13. Mai 1943, unterschrieben mit „gez.: Dr. Kaltenbrunner“

Am 30. Januar 1943 wurde Kaltenbrunner in Berlin in sein neues Amt als Chef der Sicherheitspolizei und des SD eingeführt. Kaltenbrunner trat hiermit die Nachfolge Himmlers an, der seit dem Attentat auf Heydrich in Prag und dessen Tod am 4. Juni 1942 die Leitung des Reichssicherheitshauptamtes (RSHA) neben seinen anderen Funktionen kommissarisch wahrgenommen hatte. Damit übernahm er auch die Präsidentschaft in der Internationalen Kriminalpolizei Kommission (IKPK) deren Sitz mit Druck auf die Entscheidungsgremien inzwischen nach Berlin verlagert worden waren. Im Juni 1943 wurde Kaltenbrunner zum SS-Obergruppenführer und General der Polizei befördert.
Als Leiter des RSHA war er der Chef des inzwischen vollständig zum offenen Terror übergegangenen Gestapo-Amtes, des Reichskriminalpolizeiamtes und des Sicherheitsdienstes (SD), das für die Einsatzgruppen verantwortlich war, die im Rücken der Ostfront bis Kriegsende rund 1.000.000 Menschen ermordeten. Des Weiteren war er Präsident von Interpol (IKPK) als Nachfolger Heydrichs. Diese Form der nationalsozialistischen Machtausübung schloss das Wirken der in den besetzten Gebieten installierten Besatzerregime und die Einflussnahme über die deutsche Außenpolitik mit ein.

„Als Chef des RSHA hatte Kaltenbrunner die Befugnis, Schutzhaft in Konzentrationslagern und die Entlassung aus Konzentrationslagern anzuordnen. Befehle dieser Art wurden normalerweise mit seiner Unterschrift ausgegeben. […] Kaltenbrunner selbst befahl die Hinrichtung von Gefangenen […] Am Ende des Krieges war Kaltenbrunner […] an der Vernichtung einer großen Anzahl von ihnen beteiligt mit der Absicht zu verhindern, dass sie von den alliierten Armeen befreit würden. […] Während des Zeitraumes, da Kaltenbrunner Chef des RSHA war, verfolgte dieses ein weitreichendes Programm von Kriegsverbrechen und Verbrechen gegen die Menschlichkeit.
[…] Das RSHA spielte eine führende Rolle bei der ‚Endlösung‘ des jüdischen Problems durch Ausrottung der Juden“

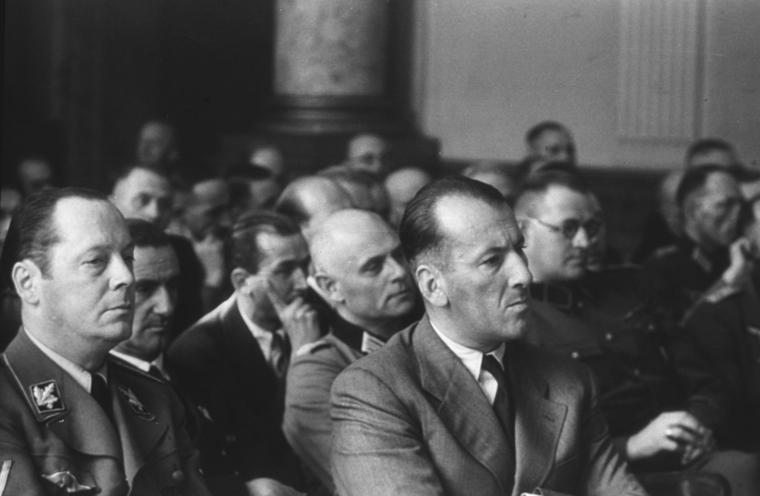
Ernst Kaltenbrunner als Zuschauer im Volksgerichtshof (1944)

Nach dem fehlgeschlagenen Attentat vom 20. Juli 1944 erschien er als erster SS-Mann im Bendler-Block und sorgte dafür, dass das von Generaloberst Friedrich Fromm begonnene standrechtliche Erschießen der Verschwörer sofort eingestellt wurde und nunmehr ihm und dem RSHA die Aufgabe zufiel, die Verschwörer festzunehmen und zu verhören. Als Chef des Reichssicherheitshauptamtes vernahm er auch weitere Verdächtige und Zeugen (etwa den Berliner Chirurgen Ferdinand Sauerbruch).
Am 12. März 1945 gab Kaltenbrunner dem damaligen IKRK-Präsidenten Carl Burckhardt die Zusage, den IKRK-Delegierten Zugang zu den Konzentrationslagern zu gewähren – allerdings unter der Voraussetzung, dass diese Delegierten bis zum Ende des Krieges in den Lagern verblieben. Zehn Delegierte, unter ihnen Louis Häfliger (Mauthausen), Paul Dunant (Theresienstadt) und Victor Maurer (Dachau) erklärten sich zu einer solchen Mission bereit.

### Verhaftung
Gegen Ende des Krieges war Kaltenbrunner "schon nicht mehr in Berlin. Am 18. April hatte er sich von Adolf Hitler verabschiedet und seine Dienststelle von Berlin nach Salzburg verlegt. Noch bevor er dort eintraf, machte Kaltenbrunner in Altaussee am 21. April Station. Für die nächsten drei Wochen sollte der Kurort zu seinem entscheidenden Zufluchtsort werden". In die sogenannte Alpenfestung, in der bis zum bitteren Ende Widerstand geleistet werden sollte, hatten viele prominente Nationalsozialisten geraubte Kulturgüter gebracht, um für die Zeit nach dem Krieg vorzusorgen (s. Bergungsort Salzbergwerk Altaussee). Schon am 21. April hatte Kaltenbrunner seine Geliebte Gisela Gräfin von Westarp, eine Sekretärin aus dem Reichssicherheitshauptamt, im Kuhstall des Hohenloheschen Jagdhauses einquartiert. Dort hatte sie im März Zwillinge zur Welt gebracht. Auch seine engsten Vertrauten aus dem Reichssicherheitshauptamt hatte er mitgenommen: Wilhelm Waneck, Werner Göttsch und Wilhelm Höttl. Von Kaltenbrunner sind in der Zeit bis zum 5. Mai fortgesetzte Abstimmungsfahrten im Salzkammergut überliefert. Er reiste zwischen Altaussee, Salzburg, Berchtesgaden und Attersee hin und her und war vor allem damit befasst, Gold- und Devisenvorräte des «Dritten Reiches» für die unsichere Zeit danach in sichere Verstecke zu verbringen. So sind in den letzten Kriegswochen mehrere Treffen mit Kajetan Mühlmann, Hitlers oberstem Kunsträuber, am Attersee belegt. In Altaussee war Kaltenbrunner die treibende Kraft bei der Rettung der Kunstschätze, als es darum ging, den fanatischen Gauleiter August Eigruber von einer beispiellosen Zerstörungsaktion der im Salzbergwerk eingelagerten Kunstwerke abzuhalten. Ende April hatte Kaltenbrunner auch die Fäden gezogen, als sich der Verwaltungs- und Finanzchef des Reichssicherheitshauptamtes, Josef Spacil, ins steirische Salzkammergut begab, um in einer ominösen Aktion eine ganz Anzahl von beschrifteten und versiegelten Kisten im Toplitzsee verschwinden zu lassen.
Als am 6. Mai die bedingungslose Kapitulation der Wehrmacht absehbar wurde, entschied sich Kaltenbrunner zur Flucht ins Tote Gebirge. Auch diese letzte Aktion war sorgfältig geplant. Kaltenbrunner wurde mit falschen Papieren des SS-Arztes Unterwöger versehen. Waffen, Essensvorräte, Champagner, Zigaretten, amerikanische Bonbons, Falschgeld und Devisen waren zuvor schon ins Versteck auf die Wildenseehütte gebracht worden. Am 7. Mai 1945 floh er gemeinsam mit seinem Adjutanten Arthur Scheidler und zwei SS-Männern mit Hilfe von zwei Altausseer Jägern auf die Wildenseehütte. Einer der Jäger verriet den am 8. Mai 1945 im Ausseerland einrückenden Amerikanern das Versteck Kaltenbrunners. Am 12. Mai 1945 begab sich eine Gruppe aus Infanteristen des CIC unter der Leitung von Robert Matteson und geführt durch Ausseer Männer zur Wildenseehütte, wo sie Kaltenbrunner und Scheidler verhafteten. Beide hatten falsche Papiere, welche sie als Ärzte auswiesen. Doch in der Aschenlade der Holzheizung wurden Reste der Ausweise und die Erkennungsmarke Kaltenbrunners gefunden.
Beim Verhör gaben zwei der vier Männer "sofort zu, SS-Wachen zu sein, aber behaupteten, keine Verbindung mit Kaltenbrunner zu haben. Und Kaltenbrunner und Scheidler weigerten sich, ihre Identität preiszugeben, obwohl an der des Erstgenannten kein Zweifel bestand.... Um halb zwölf mittags waren wir wieder zurück in Altaussee. Dort hatte es sich bereits herumgesprochen, dass eine Bergpatrouille zurückkäme: Eine Menschenmenge hatte sich auf der Dorfstraße versammelt. Als wir am Prinzen Hohenlohe vorbeiliefen, bemerkte dieser: ,Ich sehe, Sie haben Kaltenbrunner also gefunden’, und gleichzeitig brachen Gisela und Iris (Scheidlers Frau) aus der Menschenmenge aus, liefen auf uns zu und fielen ihren Männern um den Hals. Kaltenbrunner und Scheidler mussten nun ihre Masken fallen lassen."

### Verurteilung in Nürnberg

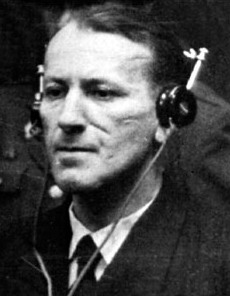
Kaltenbrunner während des Nürnberger Prozesses

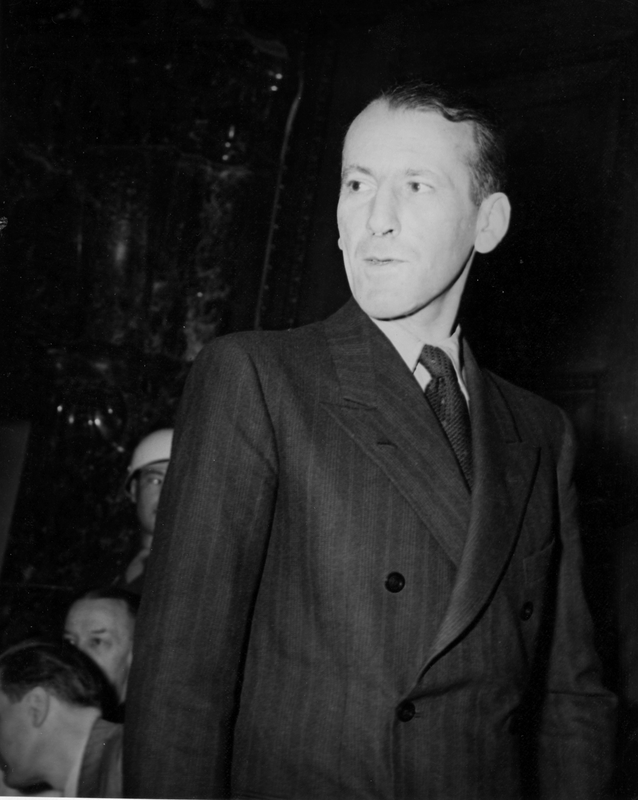
Ernst Kaltenbrunner im Nürnberger Kriegsverbrecher-Prozess

Nach seiner Festnahme wurde Kaltenbrunner zum Verhör zunächst nach England und im Anschluss daran nach Nürnberg gebracht, wo er vor das Internationale Militärtribunal (IMT) gestellt werden sollte. Dort sprach er von Misshandlungen in der englischen Haft und wirkte wie ein gebrochener Mann. Als man ihm die Anklageschrift überreichte (er wurde wegen Verbrechen gegen die Menschlichkeit und Kriegsverbrechen angeklagt), begann er zu weinen. Nach kurzer Zeit jedoch verwandelte sich Kaltenbrunner in einen Mann, der mit allen Mitteln um sein Leben kämpfte.
Im Rahmen des Prozesses beobachtete und untersuchte der amerikanische Gerichtspsychologe Gustave M. Gilbert die Angeklagten in ihren Zellen und bat sie, nachdem ihnen die Anklageschrift vorgelegt worden war, ihre Gedanken als Notizen an den Rand zu schreiben. Dies sollte ihren Charakter am besten wiedergeben. Die Notiz Kaltenbrunners, der in den Punkten 1, 3 und 4, also Verschwörung, Verbrechen gegen die Menschlichkeit und allgemeine Kriegsverbrechen (Deportation, Mord und Misshandlung, Plünderung) angeklagt war, lautete:

„Ich fühle mich nicht schuldig an irgendwelchen Kriegsverbrechen, ich habe nur meine Pflicht als Sicherheitsorgan getan und weigere mich, als Ersatz für Himmler zu dienen.“

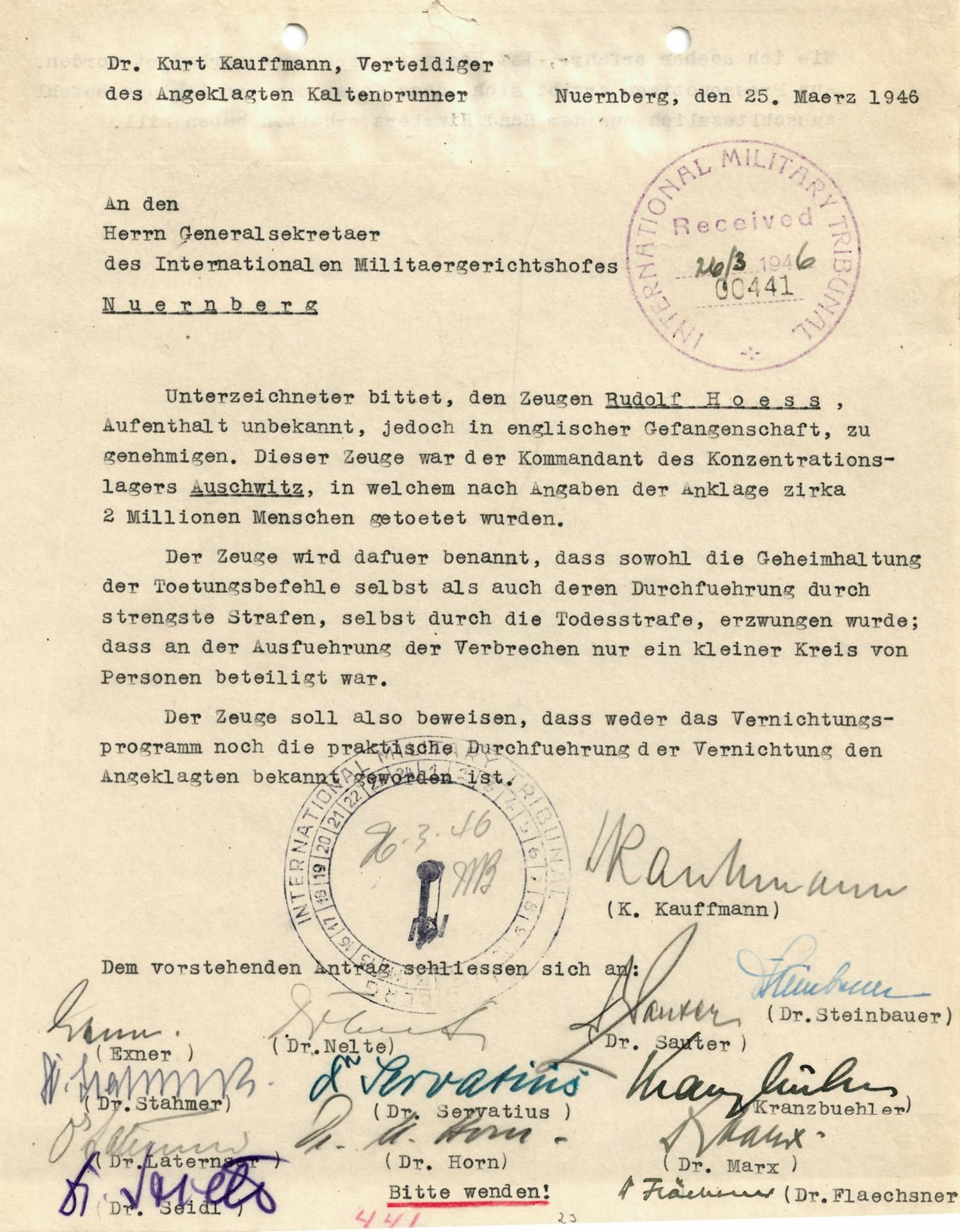
Antrag vom März 1946 Rudolf Höß als Entlastungszeuge für Ernst Kaltenbrunner zuzulassen

Auf der Anklagebank nahm Kaltenbrunner infolge einer Subarachnoidalblutung erst drei Tage nach den anderen Angeklagten Platz. Er galt bei seinen Mitangeklagten neben Joachim von Ribbentrop und Julius Streicher als einer der unbeliebtesten, mit dem niemand etwas zu tun haben wollte. Kaltenbrunners Verteidigungsstrategie bestand im Wesentlichen darin, jegliche Beteiligung an Verbrechen zu leugnen und zu behaupten, mit Exekutivämtern, wie der Gestapo, nichts zu tun gehabt zu haben. Er sei eher eine Art Geheimdienstbeauftragter mit ausschließlich repräsentativen Aufgaben gewesen. Notfalls leugnete er sogar seine eigene Unterschrift auf belastenden Dokumenten, die ihm von seinem Ankläger vorgehalten wurden. Der Internationale Militärgerichtshof in Nürnberg verurteilte Kaltenbrunner in seinem am 30. September und 1. Oktober 1946 verkündeten Urteil zum Tode durch den Strang. Das Urteil wurde am 16. Oktober 1946 um 1:38 Uhr im Nürnberger Justizgefängnis vollstreckt, nach 11 Minuten wurde sein Tod festgestellt. Die Einäscherung erfolgte am Morgen im Städtischen Krematorium auf dem Münchner Ostfriedhof. Die Asche wurde in den Wenzbach, einen Zufluss der Isar, gestreut.

## Filme
- Siebzehn Augenblicke des Frühlings (UdSSR 1973, mit Michail Scharkowski in der Rolle Kaltenbrunners).
- Geheimkommando Bumerang (TV-DDR 1966, Regie: Helmut Krätzig, mit Kurt Müller-Reitzner in der Rolle Kaltenbrunners).
- Ein Dorf wehrt sich (deutsch-österreichischer Spielfilm von Gabriela Zerhau 2019, mit Oliver Masucci in der Rolle Kaltenbrunners).
- Holocaust – Die Geschichte der Familie Weiss (US-amerikanische TV-Mini-Serie von Marvin J. Chomsky 1978, mit Hans Meyer in der Rolle Kaltenbrunners).